# Tadeusz Tuszewski

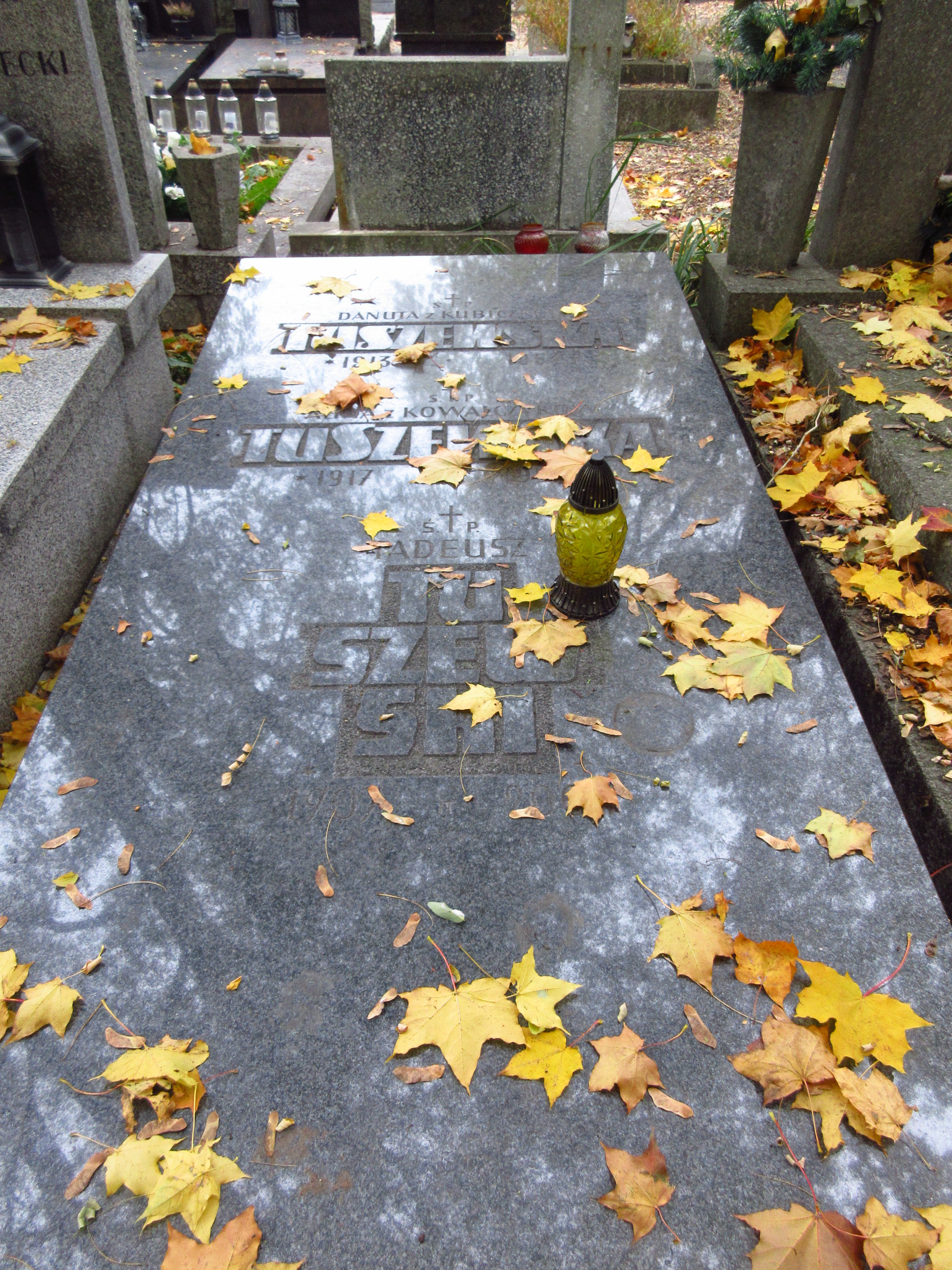
Grób Tadeusza Tuszewskiego na cmentarzu Bródnowskim w Warszawie

Tadeusz Mieczysław Tuszewski (ur. 26 lipca 1907 w Obrze zm. 3 lutego 2004 w Warszawie) – konserwator i artysta książki, grafik, liternik, profesor warszawskiej Akademii Sztuk Pięknej.

## Życiorys
Urodził się 26 lipca 1901 r. w Obrze, w rodzinie Maksymiliana (1876–1915) i Ksaweryny z Żoków (ur. 1875). Rodzice posiadali ok. 30-morgowe gospodarstwo i prowadzili oberżę. Ukończył szkołę podstawową i pięć klas Gimnazjum Klasycznego w Wolsztynie. Studiował w Poznaniu w Państwowej Szkole Sztuk Zdobniczych i Przemysłu Artystycznego (w 1931 r. otrzymał świadectwo ze specjalnością w grafice), następnie od 1932 r. w Akademii Sztuk Pięknych w Warszawie, którą ukończył w 1936 r. (uzyskując dyplom z Grafiki Artystycznej i absolutorium z Grafiki Użytkowej). Był uczniem m.in. Władysława Skoczylasa, Leona Wyczółkowskiego. Mistrzem Tuszewskiego był nestor polskiej szkoły konserwacji papieru Bonawentura Lenart, w którego pracowni został asystentem zaraz po uzyskaniu dyplomu, w 1936 r.
Podczas okupacji niemieckiej zajmował się samodzielną pracą artystyczną i praktyką konserwatorską w Bibliotece Narodowej w Warszawie w Pracowni Konserwacji Książki u prof. B. Lenarta. Jesienią 1944 r. został wywieziony do obozu pracy na terenie Niemiec.
Od 1945 r. współdziałał w odtworzeniu pracowni konserwacji ASP i organizacji pracowni konserwacji w głównych archiwach i muzeach. Od 1964 r. jako docent, później profesor prowadził Pracownię (później katedrę) Konserwacji Starych Druków i Grafiki. Zajmował się przede wszystkim sztuką książki i konserwacją papieru. 1 października 1983 r. przeszedł na emeryturę.
Jako introligator oprawił kilkaset książek i dokumentów zabytkowych i współczesnych, w tym obiekty szczególnie cenne dla polskiej kultury jak rękopisy F. Chopina, C.K.Norwida, S.Żeromskiego, K.Szymanowskiego, pierwsze wydania m.in. Zwierciadła M.Reja, M.Kopernika De revolutionibus.... Oprawiał również szczególnie uroczyste współczesne dokumenty, akty i dyplomy.
Jako liternik wykonał lub zaprojektował wiele, wykonywanych w rozmaitych technikach, począwszy od pisanych patykiem i tuszem tytułów na papierowych okładkach, poprzez napisy grawerowane, trawione i malowane w różnych materiałach. Do jego realizacji w tej dziedzinie należą m.in. tablica upamiętniająca poległych profesorów ASP w Warszawie (Warszawa, ASP), tablica upamiętniająca straconych w Palmirach, tablica upamiętniająca poległych i pomordowanych muzealników i historyków sztuki (Warszawa, Muzeum Narodowe, hall główny) i tablica upamiętniająca pierwszą pielgrzymkę Jana Pawła II do Polski i pogrzeb kard. S.Wyszyńskiego (Warszawa, Plac Piłsudskiego). Jego dziełami są również akty erekcyjne m.in. odbudowy Kolumny Zygmunta, Grobu Nieznanego Żołnierza w Warszawie, dyplomy honorowe dla F. Joliot–Curie, A.Kastlera i S.Pieńkowskiego. Prof. Tuszewski był również twórcą kilkuset ekslibrisów, wykonywanych najczęściej techniką drzeworytu. Zajmował się również mało znanymi współcześnie technikami zdobienia papieru, przeznaczonego głównie na oprawy i wyklejki. Tworzył papiery marmurkowe, klejowe, zdobione stemplami i w innych często eksperymentalnych technikach.
Głównym obszarem działalności twórczej i pedagogicznej T. Tuszewskiego była konserwacja zabytków papierowych – książki, grafiki, akwareli i rysunków. Zakonserwował ponad 25 tys. zabytków papierowych i pergaminowych, w tym wiele dzieł wyjątkowo cennych dla historii i kultury polskiej i światowej. Jako pedagog współuczestniczył i nadzorował jeszcze większą liczbę konserwacji wykonywanych przez studentów i dyplomantów. Uczestniczył w wykształceniu ponad 300 konserwatorów dzieł sztuki, w tym jako promotor blisko 50 dyplomantów. Nawet będąc emeryturze zawsze znajdował czas na konsultacje, porady i wskazania. 
Był mężem Danuty z Kubiczków. Córka Joanna Tuszewska–Damięcka (ur. 1941), zajmowała się konserwatorstwem. 
Zmarł w Warszawie, pochowany 12 lutego 2004 r. na cmentarzu Bródnowskim (kwatera 53C-4-22).

## Ordery i odznaczenia
- Order Sztandaru Pracy I klasy[4]
- Krzyż Komandorski z Gwiazdą Orderu Odrodzenia Polski (4 marca 1998)[5]
- Krzyż Komandorski Orderu Odrodzenia Polski[4]
- Krzyż Kawalerski Orderu Odrodzenia Polski[4]
- Medal 10-lecia Polski Ludowej (19 stycznia 1955)[6]
- Odznaka tytułu honorowego „Zasłużony Nauczyciel PRL”[4]

## Upamiętnienie
Do 31 sierpnia 2019 r. był patronem Gimnazjum w Obrze.